# Trybunał inkwizycji w Galicji
Trybunał inkwizycji w Galicji (trybunał inkwizycji w Santiago de Composteli) – jeden z trybunałów inkwizycji hiszpańskiej, działający w latach 1520–1532, 1561–1567, 1574–1808 i 1814–1820. Jego siedzibą była stolica regionu Galicji, Santiago de Compostela.

## Historia
Inkwizycja hiszpańska została utworzona w 1480 w celu kontroli prawowierności chrześcijan pochodzenia żydowskiego, których podejrzewano o potajemne praktykowanie judaizmu (tzw. marrani). Pierwsze trybunały powstały w Andaluzji, ale do końca XV wieku działalność nowej inkwizycji objęła niemal całą monarchię hiszpańską (tj. Kastylię i Aragonię). Wyjątkiem pozostawał jednak region Galicji, w którym prawie nie było społeczności marranów. Ze sporządzonej w 1507 listy trybunałów inkwizycyjnych w Kastylii wynika, że Galicja jako jedyna pozostawała poza jurysdykcją inkwizycji, pomimo że w tym czasie istniały już trybunały na Wyspach Kanaryjskich oraz we włoskich posiadłościach Aragonii (Sycylia i Sardynia). Taki stan rzecz trwał aż do roku 1520, gdy Gonzalo Maldonado został mianowany pierwszym inkwizytorem Galicji. Nowy trybunał działał jednak niewiele ponad dekadę; w 1532 został rozwiązany, a cały region Galicji podporządkowano trybunałowi z Valladolid, choć kontrola ta była raczej nominalna.
Po wykryciu pod koniec lat 50. XVI wieku wspólnot protestanckich w Sewilli i Valladolid Rada Najwyższej i Generalnej Inkwizycji (Suprema) uznała, że region Galicji, ze względu na swe położenie, jest szczególnie podatny na infiltrację ruchów protestanckich oraz przemyt zakazanej literatury z Holandii, Anglii i Francji. W 1561 doktor Quijano de Mercado został mianowany inkwizytorem Galicji, a trzy lata później Suprema mianowała dwóch kolejnych inkwizytorów. Wprowadzenie w Galicji inkwizycji napotkało jednak znaczny opór lokalnych społeczności. Często dochodziło do zatargów z lokalnymi władzami, które sabotowały działania inkwizytorów. W rezultacie w 1567 Suprema zdecydowała o rozwiązaniu trybunału i ponownemu podporządkowaniu tego obszaru inkwizycji z Valladolid.
Wzrost poczucia zagrożenia infiltracją protestanckiej propagandy, trudności trybunału z Valladolid z utrzymaniem kontroli nad tak rozległym obszarem jurysdykcji i naciski ze strony króla Filipa II spowodowały jednak, że po kilku latach Suprema powróciła do zarzuconego projektu i w 1574 definitywnie utworzono w Santiago de Composteli trybunał inkwizycji dla regionu Galicji. W początkowej fazie działalności był on skoncentrowany na stosunkowo drobnych występkach, takich jak bigamia, bluźnierstwa czy nieortodoksyjne opinie. W Galicji nie było bowiem licznych społeczności morysków i wbrew obawom władz nie pojawiły się tam też żadne zorganizowane grupy protestanckie. Sytuacja zmieniła na początku XVII wieku, gdy do Hiszpanii zaczęło przyjeżdżać coraz więcej portugalskich marranów (judaizantów) uciekających przed prześladowaniami inkwizycji portugalskiej. Galicja, jako region pograniczny, był w dość znacznym stopniu dotknięty tą imigracją, a ortodoksyjność imigrantów od początku wzbudzała podejrzenia. Portugalscy judaizanci stanowili prawie ¼ podsądnych trybunału przed rokiem 1700.
Po 1574 inkwizycja nadal pozostawała instytucją niepopularną w społeczeństwie galicyjskim, które nie było skore do współpracy z nią. Uspokojenie tych relacji nastąpiło dopiero po roku 1632, gdy wielkim inkwizytorem Hiszpanii został Galisyjczyk Antonio de Sotomayor. Zerwał on wówczas z praktyką mianowania Kastylijczyków na urzędy inkwizytorskie w Galicji i obsadził miejscowy trybunał swoją klientelą spośród miejscowej szlachty. Trend ten jeszcze bardziej umocnił się za urzędowania kolejnego Galisyjczyka jako wielkiego inkwizytora Diego Sarmiento de Valladares (1669–1695). W rezultacie większość funkcji w trybunale inkwizycyjnym została skupiona w ręku kilku miejscowych klanów, co z jednej strony wyeliminowało konflikty między inkwizycją a lokalnymi społecznościami, ale z drugiej sparaliżowało działalność trybunału, który niechętnie podejmował działania wobec członków powiązanych ze sobą klanów i ich klienteli.
Trybunał inkwizycji w Galicji został po raz pierwszy zniesiony w grudniu 1808 przez Józefa Bonaparte, który z namaszczenia swego brata Napoleona został królem Hiszpanii. Jednakże po upadku Napoleona król Ferdynand VII Burbon przywrócił inkwizycję w całej Hiszpanii. Dopiero liberalna rewolucja w 1820 zniosła ją definitywnie.

## Obszar jurysdykcji
Jurysdykcja trybunału w Galicji obejmowała obszar dawnego królestwa o tej nazwie, a pod względem kościelnym diecezje Santiago de Compostela, Tui, Orense, Mondoñedo i Lugo.

## Archiwum i statystyki wyroków
Archiwum inkwizycji w Santiago de Composteli zostało zniszczone całkowicie podczas napoleońskiej okupacji Hiszpanii w latach 1808–1814. Przechowywany w hiszpańskim Narodowym Archiwum Historycznym zbiór Tribunal de la Inquisición de Santiago obejmuje jedynie dokumentację dotyczącą przejętego po 1820 przez państwo hiszpańskie majątku tego trybunału. Historia i działalność tego trybunału odtwarzana jest więc przede wszystkim w oparciu o dokumentację z archiwów Supremy, w szczególności w oparciu o korespondencję inkwizytorów z Supremą. 
Od połowy XVI do końca XVII wieku trybunały lokalne były zobligowane przesyłać Supremie doroczne sprawozdanie ze sprawy zakończonych wyrokiem. W przypadku Galicji zachowały się 83 takie raporty z lat pomiędzy 1565 a 1696. Dokumentują one procesy 2203 osób, z czego 19 skazano na śmierć in persona, a 44 in effigie.
Z pierwszej połowy XVIII wieku zachowały się relacje z czterech ceremonii autos da fe organizowanych przez trybunał z Santiago de Composteli, podczas których nikogo nie spalono, a 13 penitentów „pojednało się z Kościołem’’.